# Seznam gradov in dvorcev, poškodovanih med drugo svetovno vojno v Sloveniji
Seznam gradov in dvorcev, poškodovanih med drugo svetovno vojno na Slovenskem
| Ime                         | Slika                     | Lokacija                                                                | Čas nastanka         | Stanje                  | Opombe | Sklici                    |
| --------------------------- | ------------------------- | ----------------------------------------------------------------------- | -------------------- | ----------------------- | --- | ------------------------- |
| Ajmanov grad                | Klikni za spremembo slike | Sveti Duh, Škofja Loka (46°11′17″N 14°19′37″E / 46.18806°N 14.32694°E)  | 17. stoletje         | Obnovljen               | Prvotno renesančni dvorec iz 16. stoletja. Med drugo svetovno vojno je bil poškodovan in leta 1944 požgan, vendar so ga dale leta 1956 obnoviti uršulinke, ki imajo danes v njem samostan. | [ 1 ] [ 2 ]               |
| Dvorec Babnopolje           |                           | Babno Polje, grič Bukovica                                              | neznano              | Popolnoma porušen       | Sprva gradič Lichtenbergov, a kasneje prodan grofom Paravićem. Med drugo svetovno vojno je bil v gradu ženski samostan štajerskih nun. Po odhodu redovnic je dvorec postal partizansko skladišče bolnišnične hrane, zato so ga Nemci požgali. Od dvorca ni ostalo nič.                                                                         |                           |
| Gracarjev turn              | Klikni za spremembo slike | Hrastje, Šentjernej (45°48′58″N 15°17′49″E / 45.81611°N 15.29694°E)     | 1311                 | Deloma v ruševinah      | Renesančni grad štiritraktne zasnove z dvema stolpoma in gotskim jedrom. Objekt je bil večkrat dozidan in utrjen, nazadnje leta 1821. V 19. stoletju je bil dvorec razširjen. Leta 1942 so grad požgali partizani, a je bil leta 1952 delno obnovljen.                                                                                         | [ 3 ] [ 4 ]               |
| Grad Boštanj (Weissenstein) | Klikni za spremembo slike | Veliko Mlačevo (45°56′5.34″N 14°40′41.85″E / 45.9348167°N 14.6782917°E) | 1549–1558            | Ruševine                | Grad stoji na nekdanjem gradišču. Ima štiritraktno renesančno zasnovo, stolp in obrambni jarek. Prednja fasada je bila barokizirana. Sprva je bil v lasti Lambergov, skozi leta pa je imel več lastnikov. 12. septembra 1943 je bil grad požgan, razvaline so gorele 2 tedna, lokalnim gasilcem pa je bila intervencija prepovedana.           | [ 5 ]                     |
| Grad Gewerkenegg            | Klikni za spremembo slike | Idrija (46°0′4″N 14°1′8″E / 46.00111°N 14.01889°E)                      | 1522                 | Obnovljen               | Upravna zgradba za idrijski rudnik, zgrajena leta 1522 v renesančnem slogu. V 18. stoletju je bil prezidan. Med drugo svetovno vojno je bil med raketnimi napadi SAAF večkrat poškodovan. | [ 6 ] [ 7 ]               |
| Grad Hmeljnik               | Klikni za spremembo slike | Gorenje Kamenje (45°51′47″N 15°9′11″E / 45.86306°N 15.15306°E)          | 1217                 | Deloma obnovljen        | Sprva so grad zgradili Hopfenbachi v romanskem slogu, kasneje pa je večkrat prešel v roke drugih lastnikov. Prezidan je bil v gostkem slogu ter nato v času turških vpadov utrjen. Zadnji lastnik so bili grofje Wamboldtski. 9. maja 1942 so grad požgali partizani, leta 1945 pa je bil grad nacionaliziran. Leta 1958 so ruševine minirali. | [ 8 ] [ 9 ] [ 10 ] [ 11 ] |
| Dvorec Hošperk              | Klikni za spremembo slike | Planina pri Rakeku (45°49′37″N 14°15′50″E / 45.82694°N 14.26389°E)      | 1723                 | Ruševine                | 27. marca 1944 so ga požgali partizani. | [ 12 ]                    |
| Grad Ig                     | Klikni za spremembo slike | Ig (45°57′30.24″N 14°31′11.07″E / 45.9584000°N 14.5197417°E)            | 1696                 | Obnovljen               | Grad v kvadratni zasnovi je leta 1696 zgradil Erazem Engelhaus. Leta 1805 so grad v last dobili Auerspergi. Leta 1848 je doživel zadnji kmečki upor. Med drugo svetovno vojno so bili v njem nastanjeni italijanski karabinjeri in člani vaških straž. Leta 1944 so partizani grad zažgali, danes pa je v njem poboljševalni zavod.            | [ 13 ] [ 14 ]             |
| Grad Klevevž                | Klikni za spremembo slike | Grič pri Klevevžu (45°54′25″N 15°13′59″E / 45.90694°N 15.23306°E)       | po 1265              | Ruševine                | Grad so po letu 1265 zgradili freisinški škofje. Imel je srednejveško stolpasto zasnovo s kapelo in palačo. Grad je med drugo svetovno vojno postal last Tretjega rajha, zato so ga partizani Dolenjskega odreda junija 1942 požgali. Leta 1955 je bil grad dokončno miniran.                                                                  | [ 15 ] [ 16 ]             |
| Grad Kočevje                | Klikni za spremembo slike | Kočevje (na rečnem okljuku)                                             | 1461                 | Popolnoma porušen       | Zgrajen v 15. stoletju kot del obrambe pred turškimi vpadi. Skozi zgodovino je bil večkrat porušen. Grad je bil leta 1596 na novo pozidan. Med drugo svetovno vojno je bil bombardiran in popolnoma porušen. | [ 17 ]                    |
| Grad Krupa                  | Klikni za spremembo slike | Krupa, Semič (45°37′53.91″N 15°13′32.55″E / 45.6316417°N 15.2257083°E)  | 1427                 | Ruševine                | Srednjeveški grad je v pisnih virih prvič omenjen leta 1427. V renesansi je bil prezidan v štrikotno zasnovo s stolpi, v 18. stoletju je bil še enkrat prezidan. Leta 1942 so ga požgali partizani. | [ 18 ]                    |
| Grad Lanšprež (novi grad)   | Klikni za spremembo slike | Gomila, Mirna (45°55′37″N 15°3′7″E / 45.92694°N 15.05194°E)             | pred letom 1592      | Popolnoma porušen       | Od leta 1851 v lasti Gallenbergov, kasneje Auerspergov, nazadnje pa Tannenbergov. Leta 1942 požgan in leta 1952 dokončno podrt. Ohranjena je samo grajska kapela iz prve polovice 18. stoletja. | [ 19 ] [ 20 ]             |
| Grad Mirna                  | Klikni za spremembo slike | Mirna (45°57′29″N 15°3′14″E / 45.95806°N 15.05389°E)                    | sredina 12. stoletja | Obnovljen               | Grad na nekdanjem gradišču sega v 12. stoletjo. Bil je v lasti gospodov Auersperških. Zadnji posegi segajo v 18. stoeltje. 1942 je bil grad požgan s strani partizanov, po vojni je bil večkrat miniran. Od leta 1965 ga je obnavljal Mirko Marin.                                                                                             | [ 21 ] [ 22 ]             |
| Grad Pobrežje               | Klikni za spremembo slike | Pobrežje, Črnomelj (45°31′52″N 15°18′47″E / 45.53111°N 15.31306°E)      | 1547                 | Deloma v ruševinah (JV) | Protiturška trdnjava Ivana Lenkovića iz leta 1547. Kasneje je bil v lasti Purgstallov, Auerspergov, kasneje v zasebni lasti ter rodbine Rauch. Me drugo sv. vojno je bil dvakrat požgan, drugič 22. marca 1945. Kamenje so kasneje uporabili za obnovo vasi.                                                                                   | [ 23 ] [ 24 ]             |
| Graščina Ruperčvrh          |                           | Stranska vas, Novo mesto                                                | 1657                 | Ruševine                | Graščino so leta 1657 sezidali grofje Paradajzarji. Leta 1726 je prešel v last cistercijanskega samostana, leta 1825 pa v last družine Schweiger. Leta 1942 so grad požgali partizani. Ruševine so deloma izrabili za obnovo vasi. | [ 25 ]                    |
| Stari grad, Novo mesto      | Klikni za spremembo slike | Zagrad pri Otočcu (45°50′38″N 15°12′29″E / 45.84389°N 15.20806°E)       | 12. stoletje         | Obnovljen               | Sprva v lasti Oglejskega patriarhata, kasneje pa v lasti Ortenburžanov, Celjanov in Habsburžanov. Prvotnemu stražnemu stolpu so v gostkem, renesančnem in baročnem slogu dozidavali bivanjski trakt. Leta 1942 je bil požgan, kasneje pa je prišel v last tovarne Krka.                                                                        | [ 26 ]                    |